# Alberto Gómez (cầu thủ bóng đá Cuba)
Alberto Gómez Carbonell (sinh ngày 12 tháng 2 năm 1988) là một cầu thủ bóng đá người Cuba thi đấu cho câu lạc bộ Dominica Atlético Vega Real ở vị trí tiền vệ.

## Sự nghiệp câu lạc bộ
Với biệt danh Beto, Gómez thi đấu cho đội bóng quê nhà Guantánamo, trước khi ký hợp đồng với câu lạc bộ Dominica Atlético Vega Real alongside compatriot Roberto Peraza.

## Sự nghiệp quốc tế
Anh ra mắt quốc tế cho Cuba vào tháng 5 năm 2011 trong trận giao hữu trước Nicaragua và tính đến tháng 1 năm 2018, có tổng cộng 44 lần ra sân, ghi 2 bàn thắng. Anh đại diện quốc gia in 10 FIFA World Cup qualifying matches và thi đấu tại Cúp Vàng CONCACAF 2011, 2013 và 2015.

### Bàn thắng quốc tế
Tỉ số và kết quả liệt kê bàn thắng của Cuba trước.
| #  | Thời gian            | Địa điểm                                          | Đối thủ | Tỉ số | Kết quả | Giải đấu                                     |
| -- | -------------------- | ------------------------------------------------- | ------- | ----- | ------- | -------------------------------------------- |
| 1. | 16 tháng 10 năm 2012 | Sân vận động Quốc gia Pedro Marrero, Havana, Cuba | Panama  | 1–0   | 1–1     | Vòng loại giải vô địch bóng đá thế giới 2014 |
| 2. | 22 tháng 3 năm 2016  | Sân vận động Quốc gia Pedro Marrero, Havana, Cuba | Bermuda | 1–0   | 2–1     | Vòng loại Cúp bóng đá Caribe 2017            |